# Palazzo d’Amaro

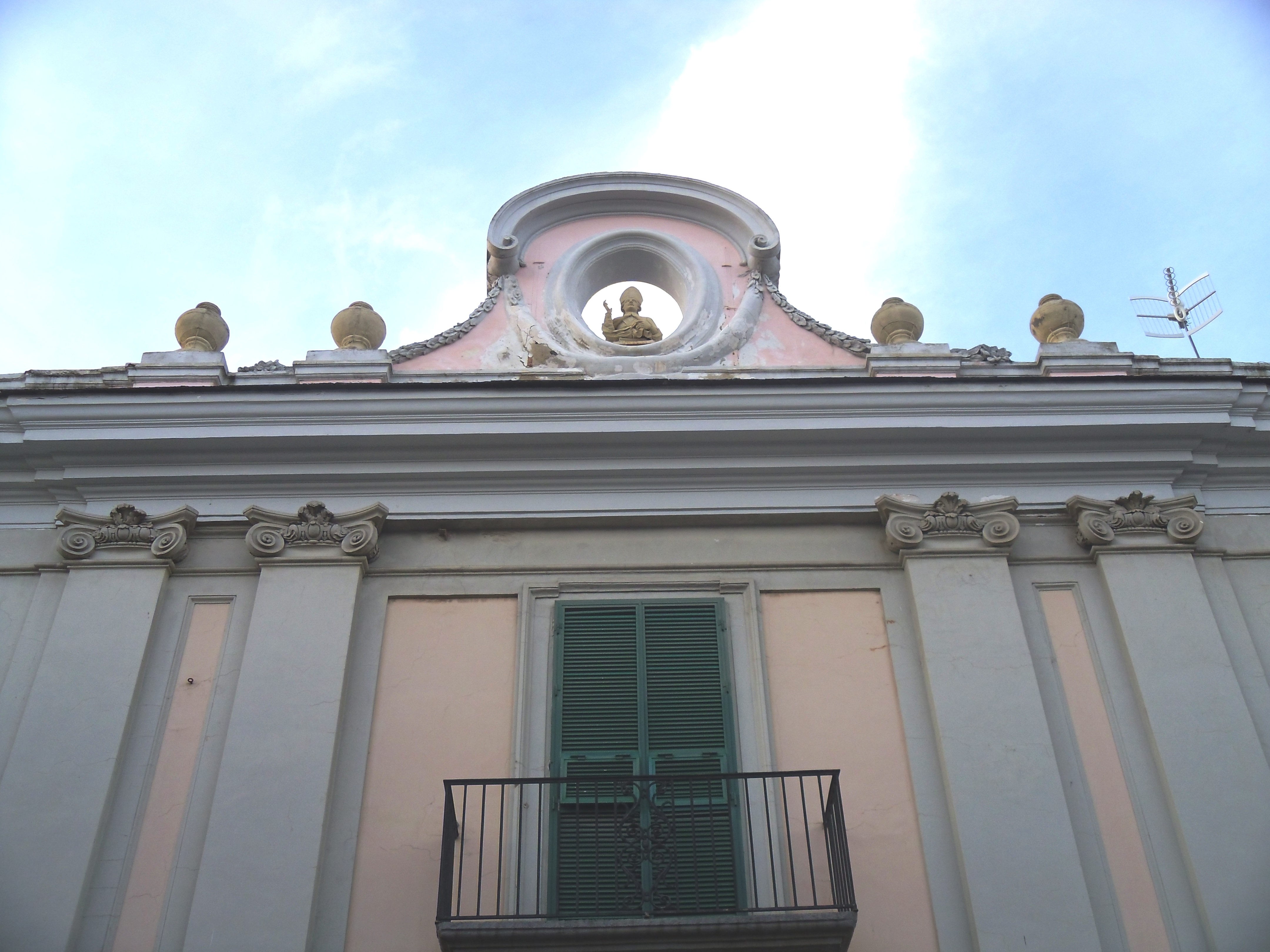
Der Palazzo d’Amaro in Boscotrecase

Der Palazzo d’Amaro ist ein Palast aus dem 17. Jahrhundert in Boscotrecase in der italienischen Region Kampanien. Es liegt an der Via Carlo Alberto, 74.

## Geschichte und Lage
Der Palast gehörte der Familie D’Amaro und liegt leicht erreichbar an der Hauptstraße des Ortes. Von dort aus kann man sowohl das Meer sehen als auch den Vesuv.
Heute gehört der größte Teil dem örtlichen Unternehmer Giovanni Manzo, einem Betriebswirt, der die Pforten des Palastes Touristen und Urlaubern geöffnet hat, die in ihrer Freizeit an den Hängen des Vesuv wohnen möchten.

## Beschreibung

### Fassaden
Der Palast stammt aus dem 17. Jahrhundert, aber die Fassaden erhielten ihr heutiges Aussehen erst im 18. Jahrhundert im Stile des Klassizismus. Die Balkone, die Portale und die Fensterbänke, ganz aus Lavagestein, wechseln sich mit schlanken Halbsäulen in ionischem Stil ab. Nach oben schließt die Hauptfassade mit einem eleganten, architektonischen Gebilde ab, das aus einem Opaion, umgeben von vier kugelförmigen Fialen besteht. Im Opaion befindet sich eine Halbbüste des segnenden Heiligen Januarius.
Der Innenhof ist mit traditionellen Platten aus Lavagestein gepflastert. An der Tonnengewölbedecke des Eingangsvestibüls gibt es einige Mauerrahmen, in den vermutlich früher Fresken der Familienwappen angebracht waren. Im hinteren Teil des Hofes, gegenüber dem großen Eingangstor, gibt es eine Treppe, die zum weitläufigen Garten führt, dessen Portal von zwei massigen Pilastern gebildet wird, die mit „königlichen Vasen“ in Kugelform aus Terrakotta gekrönt werden.

### Innenräume
Das Obergeschoss besteht aus zahlreichen Zimmern, die untereinander durch elegante Holztüren mit Intarsien verbunden sind. Fast alle Räume besitzen Kuppeln, die mit Fresken naturalistischer Motive bedeckt und vollständig mit neapolitanischer Riggiola (Keramikfliesen) gepflastert sind.